# Koinobori

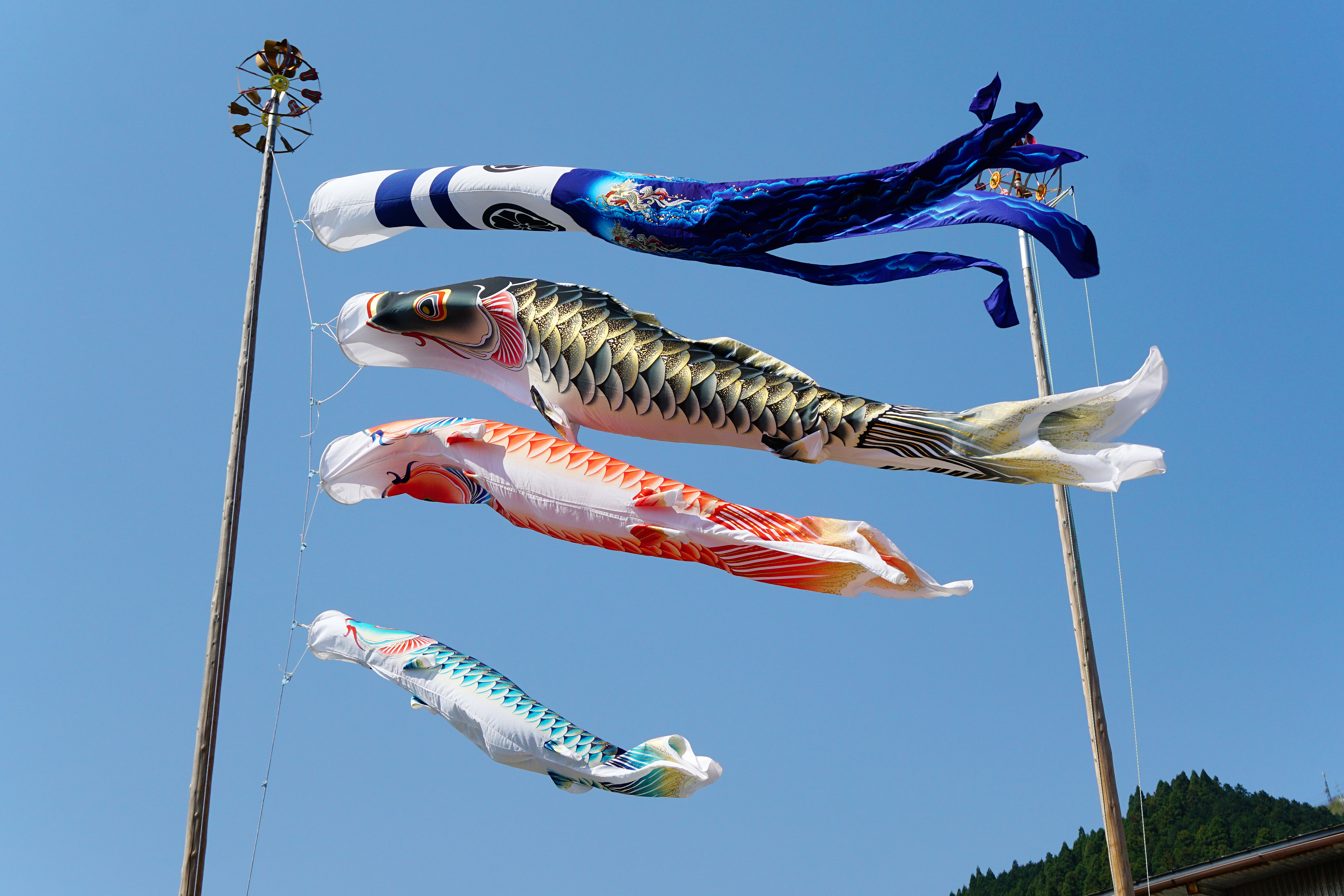
Karpfenfahnen

Koinobori (jap. 鯉のぼり,鯉幟, dt. Karpfenfahne oder Karpfendrachen) bzw. Satsukinobori (五月幟, dt. Maifahne) sind kleine Windsäcke, die am japanischen Kindertag (5. Mai) vor den Häusern gehisst werden. Sie sind wie ein Windsack konstruiert und zeigen neben den Elternkarpfen durch kleinere Karpfenfahnen an, wie viele Jungen eine Familie hat.

## Historischer Hintergrund und Symbolik
Die Ursprünge der Koinobori liegen in der Edo-Zeit (1603–1868). Inspiriert von einer chinesischen Legende, in der ein Karpfen einen Wasserfall überwindet und sich in einen Drachen verwandelt, stehen Koinobori für Mut, Ausdauer und die Fähigkeit, Hindernisse zu überwinden. Traditionell repräsentiert der schwarze Karpfen (Magoi) den Vater, der rote (Higoi) die Mutter, weitere Farben stehen für die Kinder. Während früher Koinobori vor allem für Jungen gehisst wurden, werden sie heute für alle Kinder verwendet.

## Koinobori im öffentlichen Raum und Wandel der Tradition
Koinobori werden nicht nur an Privathäusern, sondern auch an Brücken, Flüssen und in Einkaufsstraßen aufgehängt. In Regionen wie dem Oboke-Tal in Tokushima sind Installationen mit hunderten Koinobori eine Touristenattraktion. In urbanen Gebieten werden große Koinobori seltener, stattdessen gewinnen kleinere, für den Innenbereich geeignete Modelle an Bedeutung. Museen wie das Museum of International Folk Art bieten zudem pädagogische Materialien und Ausstellungen zu Koinobori an.

## Gesellschaftliche Bedeutung heute
Koinobori sind Ausdruck der elterlichen Hoffnung auf Glück, Gesundheit und Erfolg der Kinder. Sie stehen für familiären Zusammenhalt und werden in der japanischen Gesellschaft als Symbol für Lebensfreude und Optimismus wahrgenommen. Auch in der internationalen Forschung und in musealen Kontexten werden Koinobori als Beispiel für kulturelle Identität und intergenerationelle Wertevermittlung behandelt.